# Копылов, Виктор Павлович
Виктор Павлович Копылов (20 апреля 1942) — белорусский тренер по греко-римской борьбе, заслуженный тренер Республики Беларусь.

## Биография
Родился в 1942 году, в городе Калинковичи, Гомельской области. Там же начал заниматься классической борьбой у заслуженного тренера БССР Михаила Доленко. Мастер спорта СССР.
Среди учеников: чемпион СССР Шамсудин Аббасов, призер Олимпийских игр Валерий Циленьть.

## Награды и звания
- Заслуженный тренер Республики Беларусь (1992)